# Wiktor Ericsson
Wiktor Ericsson, född 5 november 1973 i Malmö, är en svensk manusförfattare och regissör. 
Tillsammans med Anders Jansson har han skapat komediserien Starke man om ett krisande skånskt kommunalråd.

## Filmografi
- 2002 – In Sweden Everybody Can Swim
- 2013 – The Sarnos – A Life in Dirty Movies
- 2013 – KK
- 2010 – Starke man (TV-serie)
- 2013 – Halvvägs till himlen (TV-serie)
- 2016 – Jordgubbslandet